# Millotsaphanidius
Millotsaphanidius is een kevergeslacht uit de familie van de boktorren (Cerambycidae). De wetenschappelijke naam van het geslacht werd voor het eerst geldig gepubliceerd in 1956 door Lepesme & Breuning.

## Soorten
Millotsaphanidius omvat de volgende soorten:
- Millotsaphanidius costatus (Hintz, 1911)
- Millotsaphanidius sublaevicollis (Lepesme & Breuning, 1955)